# Горењи Врсник
Горењи Врсник (словен. Gorenji Vrsnik, итал. Versenico di Sopra) је насељено место у општини Идрија, Горишка регија, Словенија.

## Историја
До територијалне реорганизације у Словенији био је у саставу старе општине Идрија.

## Становништво
У попису становништва из 2011. године, Горењи Врсник је имао 123 становника.
| Број становника према пописима | Број становника према пописима | Број становника према пописима |
| ------------------------------ | ------------------------------ | ------------------------------ |
| 1991                           | 2002                           | 2011                           |
| 78                             | 115                            | 123                            |